# Pandeyan (Ngemplak)
Pandeyan is een bestuurslaag in het regentschap Boyolali van de provincie Midden-Java, Indonesië. Pandeyan telt 7628 inwoners (volkstelling 2010).